# Sven Ohm
Sven Gustaf Valdemar Ohm, född 27 mars 1929 i Malmö Sankt Petri församling, död 13 augusti 2014 i Skarpnäcks församling, Stockholm, var en svensk pastor och författare. Han var en förgrundsgestalt inom Svenska Baptistsamfundet.
Efter studier vid Betelseminariet i Bromma avskildes han som pastor 1951. Sin första pastorstjänst hade han i Linköping, men förkovrade sig ytterligare vid teologiska seminariet i Rüschlikon, Schweiz, och fick senare hedersdoktorat vid seminarier i Dallas och Kansas City. Han var riksevangelist inom Svenska Baptistsamfundet, resesekreterare inom rörelsens ungdomsförbund samt förbundssekreterare mellan 1957 och 1964.
Sven Ohm hade omfattande internationella kontakter och företog många resor genom sitt tjugofem år långa arbete som missionssekreterare för samfundets internationella mission. Sina sista yrkesverksamma år var han församlingsföreståndare i Kungsholms baptistförsamling samt häktespastor vid Kronobergshäktet i Stockholm.
Han var reseledare, nämndeman i tings– och länsrätt i Stockholm och under många år engagerad inom Läkarmissionen. Som pensionär var han aktiv inom RPG-distriktet i Stockholm. Han dokumenterade Baptiströrelsens historia och gav ut flera böcker.
Han var från 1951 gift med Ann-Britt Ohm (1929–2009). Tillsammans fick de sönerna Michael (född 1953) och Jan (född 1957) samt dottern Marie (född 1959).